# Louise Héritte-Viardot
Pour les articles homonymes, voir Viardot.
Louise Pauline Marie Héritte-Viardot, née le 14 décembre 1841 à Paris et morte le 17 janvier 1918 à Heidelberg, est une compositrice, pianiste et cantatrice (contralto) française. Elle est la fille aînée de Pauline Viardot et la nièce de la Malibran.

## Biographie
Louise Héritte-Viardot baigne dès son enfance dans une atmosphère musicale et s'initie au solfège avec un ami de sa grand-mère, Torre Morrel. Elle prend quelques leçons de piano avec Louis Lacombe et de composition avec Auguste Barbereau, mais c'est principalement en autodidacte qu'elle se perfectionne.
Elle épouse le 17 mars 1863 le diplomate Ernest Héritte, de vingt ans son aîné, et l'accompagne au gré de ses différentes nominations. Ils finiront par se séparer, quelques années après la naissance de leur fils, Louis Héritte de la Tour.
Elle est successivement professeur de chant au Conservatoire de Saint-Pétersbourg, à l'Académie de musique de Londres, et au Conservatoire Hoch à Francfort, avant de fonder un cours d'opéra à Berlin. Après de nouveaux voyages, elle finit par s'établir à Heidelberg pour y passer les derniers instants de sa vie.
Plusieurs de ses compositions sont jouées de son vivant et ont du succès parmi la critique. À l'issue d'un concert de la Société nationale de musique dans les salons Pleyel-Wolff le 16 mars 1876, Auguste Morel écrit par exemple dans Le Ménestrel :
« Souvenir d'une nuit de Crimée, de Mme Héritte-Viardot. C'est un andante instrumental d'un caractère mystérieux, dont le motif et le plan sont un peu vagues, mais remarquables sous le rapport de la science harmonique et surtout de l'instrumentation qui offre des effets ingénieux et piquants, parfois même un peu étranges. »
À l'occasion de la création le 10 mai 1877 de son Quatuor avec piano en ré mineur, Le Ménestrel écrit que c'est « une composition remarquable, autant sous le rapport de la force de conception que sous celui de la facture, de l'harmonie et de l'intérêt des développements, exécuté avec un ensemble parfait par l'auteur, chez qui la valeur de la virtuose égale celle du compositeur. »
Après une séance de la Société d'auditions musicales l'Art moderne, créée par la violoniste Marie Tayau, et consacrée le 25 mars 1878 à plusieurs de ses compositions, on peut également lire dans Le Ménestrel : « Mme Héritte Viardot, entre parenthèses, pianiste de grand talent, a l'inspiration large et ses œuvres ont un cachet de réelle distinction. »
Quelques jours plus tard une nouvelle recension de concert note que « tous ces divers morceaux ont prouvé que le talent de Mme Héritte se prêtait avec un égal bonheur à tous les genres. »

## Œuvres
La plus grande partie de ses œuvres semble malheureusement perdue :
- Die Bajadere, cantate pour chœur et orchestre
- Wonne des Himmels, cantate pour solistes, chœur et orchestre
- Das Bacchusfest (Les fêtes de Bacchus), cantate pour chœur et orchestre, représentée à Stockholm en 1880 sous la direction de l'auteure[12]
- Lindoro, opéra comique en un acte, joué à Weimar en 1879[13]
- 4 quatuors à cordes
- 2 trios avec piano
- Sonate pour piano et violoncelle, opus 40 (1909)
- Sonate pour violon et piano
- Sonate pour 2 pianos
- plusieurs lieder (dont Sérénade[14] ou Vers le sud[15])
- quelques pièces pour piano (In Gondola[16], Sérénade[17])

Seuls sont encore trouvables ou édités ses 3 quatuors pour piano et cordes :
- Quatuor n° 1 en la majeur, opus 9, Im Sommer, 1883
- Quatuor n° 2 en ré majeur, opus 11, dit quatuor espagnol, 1883
- Quatuor n° 3, en ré mineur, sans numéro d'opus, 1877[18]

Est aussi conservé à la Bibliothèque nationale de France un recueil, en deux parties, de 40 exercices pour voix de femmes avec accompagnement de piano, publié sous le titre d'Études d'artistes,.

## Mémoires
En 1923 est paru un livre intitulé : Mémoires de Louise Héritte-Viardot. Une Famille de grands musiciens. Notes et souvenirs anecdotiques sur Garcia, Pauline Viardot, la Malibran, Louise Héritte-Viardot et leur entourage, dont l'auteur est son fils Louis Héritte de la Tour.

## Discographie
- Louise Heritte-Viardot, Die drei Klavierquartette (les trois quatuors avec piano), Ensemble Viardot, Ars Produktion, 2008[22].